# Домненко Анатолій Федорович
Домненко Анатолій Федорович - командир 810-ї окремої бригади морської піхоти Чорноморського флоту у 1987-89 рр. До 1993 року командир 55-ї дивізії морської піхоти Тихоокеанського флоту. З 1994 по 2002 рік - начальник берегових військ ТОФа. Закінчив службу у званні генера-лейтенанта.
Випускник Київського вищого загальновійськового командного училища ім.М.Фрунзе (випуск - 1969 року).
На звітно-виборних зборах 31 березня 2009 р обраний головою ради ветеранів морської піхоти ЧФ. 

## Нагороди
Медаль «За бойові заслуги» в 1973 році (за дії в Сирійській Арабській Республіці),
Орден "Червоної Зірки" (за дії в Анголі 1975-1976 рр.),
Орден «За військові заслуги» (за участь у бойових діях в Чечні (1994-1995 рр.).